# Joseph Larmor

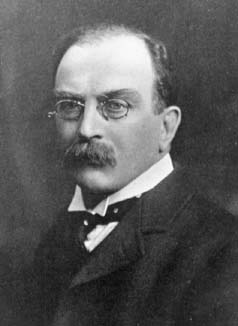
Sir Joseph Larmor, um 1920

Sir Joseph Larmor (* 11. Juli 1857 in Magheragall, County Antrim, Nordirland; † 19. Mai 1942 in Holywood, County Down) war ein irischer Physiker und Mathematiker.

## Leben
Larmor studierte an der Royal Belfast Academical Institution und dem Queen’s College in Belfast und danach an der Universität Cambridge am St. Johns College.
Danach war er fünf Jahre lang Professor für theoretische Physik (Natural Philosophy genannt) am Queen’s College Galway.
Von 1903 bis 1932 war er Professor auf dem Lucasischen Lehrstuhl für Mathematik am Trinity College der University of Cambridge; sein Vorgänger in dieser Position war George Gabriel Stokes, sein Nachfolger wurde Paul Dirac.
Larmor, der schon die Sommerferien regelmäßig in seiner irischen Heimat verbrachte, zog im Ruhestand nach Holywood in Irland. Er heiratete nie. 1911 bis 1922 war er als Abgeordneter für die Universität Cambridge im britischen Parlament, wobei er sich für den Erhalt der Union zwischen Irland und Großbritannien aussprach.
Larmor war zu seiner Zeit einer der führenden theoretischen Physiker in Großbritannien. Er gab die Gesammelten Werke von Stokes, George Francis FitzGerald, John Henry Poynting, Henry Cavendish (1921) und William Thomson (Lord Kelvin) heraus, sowie das Buch Matter and Motion von James Clerk Maxwell.

## Werk
Larmor veröffentlichte 1897 als Erster die Lorentz-Transformation, zwei Jahre vor Hendrik Antoon Lorentz und acht Jahre vor Albert Einstein. Er sagte dabei den Effekt der Zeitdilatation voraus und bestätigte die FitzGerald-Lorentzkontraktion, vorausgesetzt die Moleküle werden durch elektromagnetische Kräfte zusammengehalten. 1900 präsentierte er die Transformationen in etwas klarerer Gestalt, wobei er jedoch wie Lorentz, aber im Gegensatz zu Einstein, die damit verbundenen Effekte als dynamisch und nicht kinematisch verstand. Obwohl er die Relativitätstheorie für kurze Zeit befürwortete, lehnte er sie später ab, da er die Raumzeitkrümmung ablehnte und meinte, dass die absolute Zeit für die Astronomie unverzichtbar sei.
Larmor nahm an, dass man sich den Äther als ein homogenes, fluides Medium vorstellen kann, das inkompressibel und elastisch sei. Wie Lorentz glaubte er, dass die Bewegung von Äther und Materie streng voneinander zu trennen seien. Dabei vereinigte Larmor Kelvins Vortex-Äthermodell mit seiner Theorie. Die Materie wurde von ihm wie Lorentz als Strom von Partikeln bzw. Elektronen geschildert. Dabei ging Larmor davon aus, dass Materie bzw. Elektronen keine eigene Substanz besitzen und nur eine besondere Form des Äthers seien.
Nach der Kritik von William Mitchinson Hicks am Michelson-Morley-Experiment, das Larmor als Bestätigung seiner Theorie der Längenkontraktion sah, suchte Larmor nach einer alternativen Bestätigung und regte damit das Trouton-Noble-Experiment von Frederick Thomas Trouton (und davor schon eine geplante Überprüfung durch den bald darauf verstorbenen Lehrer von Trouton George Francis FitzGerald) an.
Larmor ist heute noch bekannt durch die Larmor-Frequenz, den Larmor-Radius und eine Formel für die (nicht-relativistische) Rate der Energieabstrahlung eines beschleunigten Elektrons (Larmor-Formel).

## Auszeichnungen
1880 wurde Larmor in den Tripos-Prüfungen der Senior Wrangler (Erster der Prüfungen) der Universitat Cambridge, die ihn im gleichen Jahr mit dem Smith-Preis auszeichnete; 1898 verlieh sie ihm den Adams-Preis für seine Arbeit Aether and Matter (aus der dann sein gleichnamiges Buch entstand). 1892 wurde er als Mitglied („Fellow“) in die Royal Society gewählt, die ihm 1915 die Royal Medal und 1921 die Copley Medal verlieh. 1903 wurde er in die American Academy of Arts and Sciences gewählt, 1908 in die National Academy of Sciences, 1909 wurde er zum Knight Bachelor geschlagen. 1910 wurde er Ehrenmitglied (Honorary Fellow) der Royal Society of Edinburgh. Die London Mathematical Society zeichnete ihn 1914 mit der De-Morgan-Medaille aus. 1911 wurde er auswärtiges Mitglied der Accademia Nazionale dei Lincei in Rom und 1920 korrespondierendes Mitglied der Académie des sciences in Paris. 1912 hielt er einen Plenarvortrag auf dem Internationalen Mathematikerkongress in Cambridge (On the Dynamics of Radiation) und ebenso 1920 in Straßburg (Questions in physical indetermination). Der Mondkrater Larmor wurde nach ihm benannt.

## Veröffentlichungen
Larmor gab die gesammelten Werke von George Gabriel Stokes und Lord Kelvin heraus und er verfasste Nachrufe zu Stokes, Kelvin und Josiah Gibbs.
- 1887, „On the direct applications of first principles in the theory of partial differential equations“, Proceedings of the Royal Society.
- 1891, „On the theory of electrodynamics“, Proceedings of the Royal Society.
- 1892, „On the theory of electrodynamics, as affected by the nature of the mechanical stresses in excited dielectrics“, Proceedings of the Royal Society.
- 1893–97, „Dynamical Theory of the Electric and Luminiferous Medium“, Proceedings of the Royal Society; Philosophical Transactions of the Royal Society. Reihe aus 3 Artikeln mit Larmors physikalischer Theorie des Alls.
- 1894, „Least action as the fundamental formulation in dynamics and physics“, Proceedings of the London Mathematical Society.
- 1896, „The influence of a magnetic field on radiation frequency“, Proceedings of the Royal Society.
- 1896, „On the absolute minimum of optical deviation by a prism“, Proceedings of the Cambridge Philosophical Society.
- 1897, „On a Dynamical Theory of the Electric and Luminiferous Medium, Part 3, Relations with material media“, Phil. Trans. Roy. Soc., vol. 190, S. 205–300. Enthält die Lorentztransformation auf S. 229.
- 1898, „Note on the complete scheme of electrodynamic equations of a moving material medium, and electrostriction“, Proceedings of the Royal Society.
- 1898, „On the origin of magneto-optic rotation“, Proceedings of the Cambridge Philosophical Society.
- 1900, „Aether and Matter“, Cambridge University Press. Enthält ebenfalls die Lorentztransformation.
- 1903, „On the electrodynamic and thermal relations of energy of magnetisation“, Proceedings of the Royal Society.
- 1907, „Aether“ in Encyclopædia Britannica, 11th ed.  London.
- 1908, „William Thomson, Baron Kelvin of Largs. 1824–1907“ (Obituary). Proceedings of the Royal Society.
- 1924, „On Editing Newton“, Nature.
- 1927, „Newtonian time essential to astronomy“, Nature.
- 1929, „Mathematical and Physical Papers“. Cambridge Univ. Press. Zwei Bände.

## Sekundäre Quellen
- M. N. Macrossan: A Note on Relativity Before Einstein. In: Brit. J. Phil. Sci. Band 37, 1986, S. 232–234 (englisch, edu.au).
- Andrew Warwick: On the Role of the FitzGerald-Lorentz Contraction Hypothesis in the Development of Joseph Larmor's Electronic Theory of Matter. In: Archive for History of Exact Sciences. Band 43, 1991, S. 29–91 (englisch).
- O. Darrigol: The Electron Theories of Larmor and Lorentz: A Comparative Study. In: Historical Studies in the Physical and Biological Sciences. Band 24, 1994, S. 265–336 (englisch).